# ペダリトス
ペダリトス（希：Πεδάριτος、ラテン文字転記：Pedaritos、?-紀元前412年もしくは紀元前411年）はペロポネソス戦争期のスパルタの将軍である。
ペダリトスはレオンの子である。ペダリトスはペロポネソス戦争中の紀元前412年の夏にキオス島に指揮官として派遣された。彼がミレトスに着くと同地にいたスパルタ・シケリア連合軍は彼にアモルゲス（ペルシア王に反乱を起こした太守ピッストネスの庶子で、スパルタ・シケリア連合軍とティッサフェルネスによって捕らえられた）が以前雇っていた傭兵を渡してエリュトライまで送った。その年の冬にペダリトスはイオニア方面での作戦を行っていた提督アステュオコスとキオスで合流した。その時レスボス島からアテナイとの同盟から離反したいから協力をして欲しいという要請が着いて、これが実現すれば戦力で敵を上回ることになるためにアステュオコスは乗ろうとしたが、その試みは一度失敗していたために同行していたため、キオス軍とペダリトスはそれに反対した。これに怒ったアステュオコスはキオスを去ってミレトスに向い、エリュトライ領のコリュコスに夜営した。この時すぐ近くに敵がいたが夜のために互いに気がついておらず、そこへペダリトスからサモス島に抑留されていたエリュトライ人捕虜がアテナイ陣営に身を投じてエリュトライに来ているという報告を受けるとアステュオコスは引き返し、このために敵と遭遇せずに済んだ。しかし、この報告は（意図は不明ながら）ペダリトスの作り話であることが判明したため、再びアステュオコスはミレトスへと向い、ペダリトスはキオスに戻った。その後、アテナイ軍がキオスにやって来てデルフィニオンに要塞の建設を始めたが、キオスでは親アテナイの疑いで政治家のテュデウスがペダリトスに処刑され、親スパルタ派に人々は押さえつけられていたため、不信感がわだかまっていた。そこでペダリトスは手持ちの戦力では敵に歯が立たないこともあり、アステュオコスに援軍を要請したが、前述のような不和のために拒否された。そこでペダリトスはスパルタ本国にアステュオコス弾劾の使節を送った。ペダリトスの弾劾が功を奏してスパルタはこれまで失敗を犯した将軍にしたようにアステュオコスに11人の相談役をつけることを決定し、彼らにはもし適当と認めるならばアステュオコスを解任してアンティステネスを後任の提督にする権限が与えられた。その一方でなおもペダリトスはアステュオコスに援軍を求め続けた。アステュオコスは一度はそれに応じたものの、相談役と27隻の船の援軍の到着予定であることが伝えられると増強される戦力で制海権の拡大を図り、ペダリトスの要請は無視された。その後もペダリトスは救援を訴え続けてようやく援軍が決定したものの、彼は援軍が到着するより前にアテナイ軍との戦いで敗死した。

## 註
1. ↑  トゥキュディデス, VIII. 28
2. ↑  トゥキュディデス, VIII. 32
3. ↑  トゥキュディデス, VIII. 33
4. ↑  トゥキュディデス, VIII. 38
5. ↑  トゥキュディデス, VIII. 39
6. ↑  トゥキュディデス, VIII. 40, 41
7. ↑  トゥキュディデス, VIII. 55